# Thames (Buenos Aires)
Thames è una località dell'Argentina, parte del partido di Adolfo Alsina nella provincia di Buenos Aires, al confine con la provincia di La Pampa.
Si trova 507 km a sudovest rispetto a Buenos Aires e 55 km a nordovest di Carhué, capoluogo del partido.

## Origini del nome
Il nome della località è un omaggio a José Ignacio Thames, politico tra i firmatari della Dichiarazione d'indipendenza dell'Argentina.

## Società
La città ha una popolazione di 25 abitanti secondo il censimento Indec del 2001. Tuttavia, nel censimento del 2010 viene indicata come popolazione rurale dispersa. Gran parte delle attività, compresa la delegazione municipale, dipendono da quelle di Villa Maza.

## Infrastrutture e trasporti
La località è collegata a Villa Maza e Rivera attraverso la strada provinciale 001-07. Disponeva inoltre di un collegamento ferroviario con Catriló e Rivera attraverso la linea ferroviaria Sarmiento, che va da Huinca Renancò a Darregueira.